# Liste der Auszeichnungen der Fernsehserie Dexter
Diese Liste bietet einen Überblick über die Auszeichnungen und Nominierungen, die die US-Fernsehserie Dexter erhalten hat. Insgesamt erhielt die Serie 45 Preise und wurde für 182 weitere nominiert.

## Golden Globes
Die Serie gewann zwei Golden Globes und erhielt acht weitere Nominierungen.
| Jahr | Kategorie                                                   | Nominierung     | Resultat  |
| --- | ----------------------------------------------------------- | --------------- | --------- |
| 2007 | Best Performance by an Actor in a Television Series - Drama | Michael C. Hall | Nominiert |
| 2008 | Best Performance by an Actor in a Television Series - Drama | Michael C. Hall | Nominiert |
| 2009 | Best Performance by an Actor in a Television Series - Drama | Michael C. Hall | Nominiert |
| Best Television Series - Drama                                                                                    |                                                             |                 | Nominiert |
| 2010 |                                                             |                 | Nominiert |
| Best Performance by an Actor in a Supporting Role in a Series, Miniseries or Motion Picture Made for Television   | John Lithgow                                                | Gewonnen        |           |
| Best Performance by an Actor in a Television Series - Drama                                                       | Michael C. Hall                                             | Gewonnen        |           |
| Best Performance by an Actor in a Television Series - Drama                                                       | Michael C. Hall                                             | 2011            | Nominiert |
| Best Performance by an Actress in a Supporting Role in a Series, Miniseries or Motion Picture Made for Television | Julia Stiles                                                | 2011            | Nominiert |
| Best Television Series - Drama                                                                                    |                                                             | 2011            | Nominiert |

## Primetime Emmy Award
Bei den Primetime Emmy Awards erhielt die Serie vier Preise und zwanzig weitere Nominierungen.
| Jahr                                                             | Kategorie | Nominierung | Resultat  |
| ---------------------------------------------------------------- | --- | --- | --------- |
| 2007                                                             | Outstanding Original Main Title Theme Music | Rolfe Kent | Nominiert |
| 2007                                                             | Outstanding Main Title Design | Eric S. Anderson Josh Bodnar Lindsay Daniels Colin Davis                                                                                      | Gewonnen  |
| 2007                                                             | Outstanding Single Camera Picture Editing for a Drama Series | Elena Maganini Episode 1x01 | Gewonnen  |
| 2008                                                             | Outstanding Sound Mixing for a Comedy or Drama Series (One-Hour) | Patrick Hanson Elmo Ponsdomenech Joe Earle Episode 2x01                                                                                       | Nominiert |
| 2008                                                             | Outstanding Lead Actor in a Drama Series | Michael C. Hall Dexter Morgan | Nominiert |
| 2008                                                             | Outstanding Cinematography for a One-Hour Series | Romeo Tirone Episode 2x12 | Nominiert |
| 2008                                                             | Outstanding Art Direction for a Single-Camera Series | Anthony Cowley Linda Spheeris Episode 2x07 | Nominiert |
| 2008                                                             | Outstanding Drama Series | John Goldwyn Sara Colleton Clyde Phillips Daniel Cerone Melissa Rosenberg Scott Buck Robert Lloyd Lewis                                       | Nominiert |
| 2009                                                             | Outstanding Drama Series | John Goldwyn Sara Colleton Clyde Phillips Charles H. Eglee Melissa Rosenberg Scott Buck Robert Lloyd Lewis Tim Schlattmann                    | Nominiert |
| 2009                                                             | Outstanding Guest Actor in a Drama Series | Jimmy Smits Miguel Prado, Episode 3x10 | Nominiert |
| 2009                                                             | Outstanding Lead Actor in a Drama Series | Michael C. Hall Dexter Morgan | Nominiert |
| 2010                                                             | Outstanding Lead Actor in a Drama Series | Michael C. Hall Dexter Morgan | Nominiert |
| Outstanding Casting for a Drama Series                           | Shawn Dawson | | Nominiert |
| Outstanding Single Camera Picture Editing for a Drama Series     | Matthew Colonna Episode 4x12 | | Nominiert |
| Outstanding Creative Achievement in Interactive Media - Fiction  | Showtime.com: Dexter Interactive | | Nominiert |
| Outstanding Sound Mixing for a Comedy or Drama Series (One Hour) | James Clark Elmo Ponsdomenech Kevin Roache Jeremy Balko Episode 4x11                                                                                                  | | Nominiert |
| Outstanding Drama Series                                         | John Goldwyn Sara Colleton Clyde Phillips Charles H. Eglee Melissa Rosenberg Scott Buck Robert Lloyd Lewis Tim Schlattmann Wendy West Lauren Gussis Showtime Networks | | Nominiert |
| Outstanding Directing for a Drama Series                         | Steve Shill Episode 4x12 | Gewonnen |           |
| Outstanding Guest Actor in a Drama Series                        | John Lithgow Arthur Mitchell, Episode 4x08 | Gewonnen |           |
| 2011                                                             | Outstanding Guest Actress in a Drama Series | Julia Stiles Luman Pierce | Nominiert |
| 2011                                                             | Outstanding Single-Camera Picture Editing for a Drama Series | Louis Cioffi Episode 5x08 | Nominiert |
| 2011                                                             | Outstanding Sound Mixing for a Comedy or Drama Series (One-Hour) | Greg Agalsoff Pete Elia Kevin Roache Jeremy Balko Episode 5x08                                                                                | Nominiert |
| 2011                                                             | Outstanding Drama Series | John Goldwyn Sara Colleton Chip Johannessen Manny Coto Scott Buck Michael C. Hall Tim Schlattmann Wendy West Lauren Gussis Robert Lloyd Lewis | Nominiert |
| 2011                                                             | Outstanding Lead Actor in a Drama Series | Michael C. Hall Dexter Morgan | Nominiert |
| 2012                                                             | Outstanding Lead Actor in a Drama Series | Michael C. Hall Dexter Morgan | Nominiert |

## BAFTA Award
Bei den BAFTA Awards erhielt die Serie eine Nominierung.
| Jahr | Kategorie          | Nominierung                                                  | Resultat  |
| ---- | ------------------ | ------------------------------------------------------------ | --------- |
| 2009 | Best International | John Goldwyn Sara Colleton Clyde Phillips Robert Lloyd Lewis | Nominiert |

## Screen Actors Guild Award
Bei den Screen Actors Guild Awards gewann die Serie einen Preis und erhielt elf weitere Nominierungen.
| Jahr                                                               | Kategorie | Nominierung | Resultat  |
| ------------------------------------------------------------------ | --- | --- | --------- |
| 2007                                                               | Outstanding Performance by a Male Actor in a Drama Series | Michael C. Hall | Nominiert |
| 2008                                                               | Outstanding Performance by a Male Actor in a Drama Series | Michael C. Hall | Nominiert |
| 2009                                                               | Outstanding Performance by a Male Actor in a Drama Series | Michael C. Hall | Nominiert |
| Outstanding Performance by an Ensemble in a Drama Series           | Preston Bailey Julie Benz Jennifer Carpenter Valerie Cruz Kristin Dattilo Michael C. Hall Desmond Harrington C. S. Lee Jason Manuel Olazabal David Ramsey James Remar Christina Robinson Jimmy Smits Lauren Luna Vélez David Zayas | | Nominiert |
| Outstanding Performance by an Ensemble in a Drama Series           | 2010 | Preston Bailey Julie Benz Jennifer Carpenter Brando Eaton Courtney Ford Michael C. Hall Desmond Harrington C. S. Lee John Lithgow Rick Peters James Remar Christina Robinson David Zayas    | Nominiert |
| Outstanding Performance by a Stunt Ensemble in a Television Series | 2010 | Wally Crowder Shawn Crowder Buddy Joe Hooker Scott Leva Anthony Schmidt Scott Wilder | Nominiert |
| Outstanding Performance by a Male Actor in a Drama Series          | 2010 | Michael C. Hall | Gewonnen  |
| Outstanding Performance by a Male Actor in a Drama Series          | 2011 | Michael C. Hall | Nominiert |
| Outstanding Performance by an Ensemble in a Drama Series           | 2011 | Jennifer Carpenter April L. Hernandez Michael C. Hall Desmond Harrington Maria Doyle Kennedy C. S. Lee Jonny Lee Miller James Remar Julia Stiles Lauren Luna Vélez Peter Weller David Zayas | Nominiert |
| Outstanding Performance by an Ensemble in a Drama Series           | 2012 | Billy Brown Jennifer Carpenter Josh Cooke Aimee Garcia Michael C. Hall Colin Hanks Desmond Harrington Rya Kihlstedt C. S. Lee Edward James Olmos James Remar Lauren Luna Vélez David Zayas  | Nominiert |
| Outstanding Performance by a Stunt Ensemble in a Television Series | 2012 | Tammie Baird Wally Crowder Shawn Crowder | Nominiert |
| Outstanding Performance by a Male Actor in a Drama Series          | 2012 | Michael C. Hall | Nominiert |

## Saturn Award
Für den Saturn Award wurde die Serie 32-mal nominiert, wovon sie sechsmal gewann.
| Jahr                                    | Kategorie                                       | Nominierung        | Resultat  |
| --------------------------------------- | ----------------------------------------------- | ------------------ | --------- |
| 2007                                    | Best Syndicated/Cable Television Series         |                    | Nominiert |
| 2007                                    | Best Supporting Actor in a Television Program   | James Remar        | Nominiert |
| 2007                                    | Best Supporting Actress in a Television Program | Jennifer Carpenter | Nominiert |
| 2007                                    | Best Actor in a Television Program              | Michael C. Hall    | Gewonnen  |
| 2008                                    | Best Syndicated/Cable Television Series         |                    | Gewonnen  |
| 2008                                    | Best Supporting Actress on Television           | Jaime Murray       | Nominiert |
| 2008                                    | Best Supporting Actress on Television           | Jennifer Carpenter | Nominiert |
| 2008                                    | Best Supporting Actor on Television             | Eric King          | Nominiert |
| 2008                                    | Best Actor on Television                        | Michael C. Hall    | Nominiert |
| 2009                                    | Best Actor in Television                        | Michael C. Hall    | Nominiert |
| 2009                                    | Best Syndicated/Cable Television Series         |                    | Nominiert |
| 2009                                    | Best Guest Starring Role in a Television Series | Jimmy Smits        | Gewonnen  |
| 2009                                    | Best Supporting Actress in Television           | Jennifer Carpenter | Gewonnen  |
| 2010                                    | Best Supporting Actress on Television           | Julie Benz         | Gewonnen  |
| 2010                                    | Best Syndicated/Cable Television Series         |                    | Nominiert |
| 2010                                    | Best Actor on Television                        | Michael C. Hall    | Nominiert |
| 2010                                    | Best Guest Starring Role on Television          | John Lithgow       | Nominiert |
| 2010                                    | Best Supporting Actress on Television           | Jennifer Carpenter | Nominiert |
| 2011                                    | Best Supporting Actress on Television           | Jennifer Carpenter | Nominiert |
| Best Actor on Television                | Michael C. Hall                                 |                    | Nominiert |
| Best Syndicated/Cable Television Series |                                                 |                    | Nominiert |
| 2012                                    |                                                 |                    | Nominiert |
| Best Actor on Television                | Michael C. Hall                                 |                    | Nominiert |
| Best Guest Starring Role on Television  | Edward James Olmos                              |                    | Nominiert |
| Best Supporting Actress on Television   | Jennifer Carpenter                              |                    | Nominiert |
| Best Supporting Actress on Television   | Jennifer Carpenter                              | 2013               | Nominiert |
| Best Guest Starring Role on Television  | Ray Stevenson                                   |                    | Nominiert |
| Best Actor on Television                | Michael C. Hall                                 |                    | Nominiert |
| Best Syndicated/Cable Television Series |                                                 |                    | Nominiert |
| Best Guest Starring Role on Television  | Yvonne Strahovski                               | Gewonnen           |           |
| 2014                                    | Best Syndicated / Cable Television Series       |                    | Nominiert |
| 2014                                    | Best Guest Starring Role in a Television Series | Charlotte Rampling | Nominiert |
| 2014                                    | Best Actress in a Television Series             | Jennifer Carpenter | Nominiert |

## AFI Award
Den AFI Award gewann die Serie zweimal.
| Jahr | Kategorie              | Nominierung | Resultat |
| ---- | ---------------------- | ----------- | -------- |
| 2007 | TV Program of the Year |             | Gewonnen |
| 2008 | TV Program of the Year |             | Gewonnen |

## ALMA Award
Für die ALMA Awards wurde die Serie zehnmal nominiert, wobei sie zweimal gewann.
| Jahr                                         | Kategorie                                                                           | Nominierung                                | Resultat  |
| -------------------------------------------- | ----------------------------------------------------------------------------------- | ------------------------------------------ | --------- |
| 2007                                         | Outstanding Supporting Actress - Television Series, Mini-Series or Television Movie | Lauren Luna Vélez                          | Nominiert |
| 2008                                         | Outstanding Supporting Actress in a Drama Television Series                         | Lauren Luna Vélez                          | Nominiert |
| 2009                                         | Outstanding Actress in a Drama Series                                               | Lauren Luna Vélez                          | Gewonnen  |
| 2009                                         | Actor in Television - Drama                                                         | Jimmy Smits                                | Nominiert |
| 2009                                         | Actor in Television - Drama                                                         | David Zayas                                | Nominiert |
| 2011                                         | Favorite TV Actor - Supporting Role                                                 |                                            | Nominiert |
| 2011                                         | Favorite TV Actress - Supporting Role                                               | Lauren Luna Vélez                          | Nominiert |
| 2012                                         | Favorite TV Actress - Supporting Role                                               | Lauren Luna Vélez                          | Nominiert |
| Favorite TV Actor-Supporting Role in a Drama | David Zayas                                                                         |                                            | Nominiert |
| 2013                                         | Special Achievement in Television                                                   | Lauren Luna Vélez David Zayas Aimee Garcia | Gewonnen  |

## American Cinema Editors Award
Bei den American Cinema Editors Awards wurde Dexter viermal nominiert, wobei sie einmal gewannen.
| Jahr | Kategorie                                                 | Nominierung                 | Resultat  |
| ---- | --------------------------------------------------------- | --------------------------- | --------- |
| 2008 | Best Edited One-Hour Series for Non-Commercial Television | Stewart Schill Episode 2x01 | Nominiert |
| 2010 | Best Edited One-Hour Series for Non-Commercial Television | Stewart Schill Episode 4x01 | Nominiert |
| 2010 | Best Edited One-Hour Series for Non-Commercial Television | Louis Cioffi Episode 4x02   | Gewonnen  |
| 2011 | Best Edited One-Hour Series for Non-Commercial Television | Louis Cioffi Episode 5x08   | Nominiert |

## Astra Award
Für den Astra Award wurde die Serie dreimal nominiert, gewann jedoch nie.
| Jahr | Kategorie                                       | Nominierung     | Resultat  |
| ---- | ----------------------------------------------- | --------------- | --------- |
| 2008 | Favourite International Personality or Actor    | Michael C. Hall | Nominiert |
| 2008 | Favourite International Program                 |                 | Nominiert |
| 2008 | Most Outstanding International Program or Event |                 | Nominiert |

## BMI Cable Award
Mit dem BMI Cable Award wurde die Serie dreimal ausgezeichnet.
| Jahr | Kategorie               | Nominierung             | Resultat |
| ---- | ----------------------- | ----------------------- | -------- |
| 2010 |                         | Rolfe Kent Daniel Light | Gewonnen |
| 2013 | Daniel Licht Rolfe Kent |                         | Gewonnen |

## California on Location Award
Mit dem California on Location Award wurde die Serie einmal ausgezeichnet.
| Jahr | Kategorie                                       | Nominierung                                                       | Resultat |
| ---- | ----------------------------------------------- | ----------------------------------------------------------------- | -------- |
| 2009 | Location Team of the Year - Episodic Television | Terry Gusto Kris Bunting Kim Crabb Steven D. Levine Kathy McCurdy | Gewonnen |

## Artios Award
Für den Artios Award wurde die Serie fünfmal nominiert, wobei sie nie gewann.
| Jahr | Kategorie                                                      | Nominierung                                                                       | Resultat  |
| ---- | -------------------------------------------------------------- | --------------------------------------------------------------------------------- | --------- |
| 2007 | Best Dramatic Pilot Casting                                    | Deborah Aquila Tricia Wood Jennifer L. Smith Julie Tucker Lori Wyman Episode 1x01 | Nominiert |
| 2007 | Best Dramatic Episodic Casting                                 | Shawn Dawson Lori Wyman                                                           | Nominiert |
| 2008 | Outstanding Achievement in Casting - Television Series - Drama | Shawn Dawson                                                                      | Nominiert |
| 2010 | Outstanding Achievement in Casting - Television Series - Drama | Shawn Dawson                                                                      | Nominiert |
| 2011 | Outstanding Achievement in Casting - Television Series - Drama | Shawn Dawson                                                                      | Nominiert |

## Cinema Audio Society Award
Für die Cinema Audio Society Awards erhielt die Serie drei Nominierungen, gewann jedoch nie.
| Jahr | Kategorie                                                     | Nominierung                                                   | Resultat  |
| ---- | ------------------------------------------------------------- | ------------------------------------------------------------- | --------- |
| 2009 | Outstanding Achievement in Sound Mixing for Television Series | Roger Pietschmann Elmo Ponsdomenech Kevin Roache Episode 3x05 | Nominiert |
| 2011 | Outstanding Achievement in Sound Mixing for Television Series | Greg Agalsoff Pete Elia Kevin Roache Episode 5x08             | Nominiert |
| 2012 | Outstanding Achievement in Sound Mixing for Television Series | Greg Agalsoff Pete Elia Kevin Roache Episode 6x06             | Nominiert |

## Crime Thriller Award
Für die Crime Thriller Awards erhielt die Serie vier Nominierungen.
| Jahr                  | Kategorie                   | Nominierung | Resultat  |
| --------------------- | --------------------------- | ----------- | --------- |
| 2008                  | Best International TV Drama |             | Nominiert |
| 2011                  | Best International TV Drama |             | Nominiert |
| Best Supporting Actor | John Lithgow                |             | Nominiert |
| 2012                  | Best International TV Drama | Staffel 6   | Nominiert |

## Critics’ Choice Television Award
Für den Critics’ Choice Television Award wurde die Serie dreimal nominiert.
| Jahr | Kategorie                                 | Nominierung        | Resultat  |
| ---- | ----------------------------------------- | ------------------ | --------- |
| 2011 | Best Actor in a Drama Series              | Michael C. Hall    | Nominiert |
| 2011 | Best Drama Series                         |                    | Nominiert |
| 2013 | Best Supporting Actress in a Drama Series | Jennifer Carpenter | Nominiert |

## Edgar Allan Poe Award
Dexter erhielt drei Nominierungen für den Edgar Allan Poe Award
| Jahr | Kategorie                        | Nominierung                 | Resultat  |
| ---- | -------------------------------- | --------------------------- | --------- |
| 2007 | Best Television Episode Teleplay | Clyde Phillips Episode 4x01 | Nominiert |
| 2010 | Best Television Episode Teleplay | Daniel Cerone               | Nominiert |
| 2011 | Best Television Episode Teleplay | Clyde Phillips Episode 1x02 | Nominiert |

## Dorian Award
Bei den Dorian Award gewann Dexter ein Mal und erhielt drei weitere Nominierungen
| Jahr | Kategorie                        | Nominierung     | Resultat  |
| ---- | -------------------------------- | --------------- | --------- |
| 2010 | TV Drama of the Year             |                 | Nominiert |
| 2010 | TV Drama Performance of the Year | Michael C. Hall | Nominiert |
| 2011 | TV Drama Performance of the Year | Michael C. Hall | Gewonnen  |
| 2011 | TV Drama of the Year             |                 | Nominiert |

## Gold Derby TV Award
Für den Gold Derby TV Award wurde die Serie siebenmal nominiert und gewann dabei dreimal.
| Jahr | Kategorie                 | Nominierung                                                          | Resultat  |
| ---- | ------------------------- | -------------------------------------------------------------------- | --------- |
| 2007 | Drama Lead Actor          | Michael C. Hall                                                      | Gewonnen  |
| 2008 | Drama Lead Actor          | Michael C. Hall                                                      | Nominiert |
| 2008 | Drama Guest Actor         | Jimmy Smits                                                          | Gewonnen  |
| 2010 | Drama Lead Actor          | Michael C. Hall                                                      | Gewonnen  |
| 2010 | Drama Supporting Actress  | Jennifer Carpenter                                                   | Nominiert |
| 2010 | Drama Episode of the Year | Steve Shill Wendy West Melissa Rosenberg Scott Reynolds Episode 4x12 | Nominiert |
| 2010 | Drama Series              |                                                                      | Nominiert |

## HPA Award
Für den HPA Award wurde die Serie zweimal nominiert.
| Jahr | Kategorie                        | Nominierung                    | Resultat  |
| ---- | -------------------------------- | ------------------------------ | --------- |
| 2010 | Outstanding Editing - Television | Louis Cioffi Episode 4x02      | Nominiert |
| 2013 | Outstanding Editing - Television | Louis Cioffi Showtime Networks | Nominiert |

## IGN Award
Den IGN Award gewann Dexter ein Mal und wurde drei weitere Male nominiert.
| Jahr            | Kategorie            | Nominierung  | Resultat  |
| --------------- | -------------------- | ------------ | --------- |
| 2010            | Best TV Episode      | Episode 5x08 | Nominiert |
| 2010            | Best TV Drama Series |              | Nominiert |
| 2012            |                      |              | Nominiert |
| Best TV Actress | Jennifer Carpenter   | Gewonnen     |           |

## Image Award
Für den Image Award wurde Dexter zweimal nominiert.
| Jahr | Kategorie                                  | Nominierung                      | Resultat  |
| ---- | ------------------------------------------ | -------------------------------- | --------- |
| 2010 | Outstanding Directing in a Dramatic Series | Ernest R. Dickerson Episode 4x08 | Nominiert |
| 2012 | Outstanding Directing in a Dramatic Series | Seith Mann Episode 6x09          | Nominiert |

## Imagen Foundation Award
Für die Imagen Foundation Awards wurde die Serie zweimal nominiert.
| Jahr | Kategorie                          | Nominierung | Resultat  |
| ---- | ---------------------------------- | ----------- | --------- |
| 2007 | Best Supporting Actor - Television | David Zayas | Nominiert |
| 2009 | Best Supporting Actor/Television   | Jimmy Smits | Nominiert |

## Nymphe d’Or
Auf dem Festival de Télévision de Monte-Carlo gewann die Serie eine Nymphe d’Or und wurde für sechs weitere nominiert.
| Jahr | Kategorie                          | Nominierung                                 | Resultat  |
| ---- | ---------------------------------- | ------------------------------------------- | --------- |
| 2010 | Outstanding Actress - Drama Series | Julie Benz                                  | Nominiert |
| 2010 | Outstanding Actress - Drama Series | Jennifer Carpenter                          | Nominiert |
| 2010 | Outstanding Actor - Drama Series   | John Lithgow                                | Nominiert |
| 2010 | Outstanding Actor - Drama Series   | Michael C. Hall                             | Gewonnen  |
| 2011 | Outstanding Actor - Drama Series   | Michael C. Hall                             | Nominiert |
| 2011 | Outstanding Actress - Drama Series | Julia Stiles                                | Nominiert |
| 2011 | Best International Producer        | John Goldwyn Sara Colleton Chip Johannessen | Nominiert |

## Golden Reel Award
Für den Golden Reel Award wurde die Serie einmal nominiert.
| Jahr | Kategorie                                                              | Nominierung                                                                        | Resultat  |
| ---- | ---------------------------------------------------------------------- | ---------------------------------------------------------------------------------- | --------- |
| 2008 | Best Sound Editing - Sound Effects and Foley for Short Form Television | Fred Judkins Andrew Ellerd Gary Megregian Stuart Martin Dale W. Perry Episode 2x12 | Nominiert |

## NAMIC Vision Award
Bei den NAMIC Vision Awards gewann die Serie ein Mal und wurde ein weiteres Mal nominiert.
| Jahr | Kategorie            | Nominierung       | Resultat  |
| ---- | -------------------- | ----------------- | --------- |
| 2007 | Best Actress - Drama | Lauren Luna Vélez | Gewonnen  |
| 2007 | Drama                |                   | Nominiert |

## Online Film & Television Association Award
Den Online Film & Television Association Award gewann die Serie zweimal und wurde acht weitere Male nominiert.
| Jahr                               | Kategorie                                                          | Nominierung        | Resultat     |
| ---------------------------------- | ------------------------------------------------------------------ | ------------------ | ------------ |
| 2007                               | Best New Theme Song in a Series, Motion Picture or Miniseries      |                    | Gewonnen     |
| 2007                               | Best New Titles Sequence in a Series, Motion Picture or Miniseries |                    | Gewonnen     |
| 2007                               | Best Actor in a Drama Series                                       | Michael C. Hall    | Nominiert    |
| 2008                               | Best Actor in a Drama Series                                       | Michael C. Hall    | Nominiert    |
| Best Drama Series                  |                                                                    |                    | Nominiert    |
| 2009                               |                                                                    |                    | Nominiert    |
| Best Actor in a Drama Series       | Michael C. Hall                                                    |                    | Nominiert    |
| Best Guest Actor in a Drama Series | John Lithgow                                                       | Gewonnen           |              |
| 2010                               | Best Guest Actress in a Drama Series                               | Gewonnen           | Julia Stiles |
| 2010                               | Best Actor in a Drama Series                                       | Michael C. Hall    | Nominiert    |
| 2010                               | Best Guest Actor in a Drama Series                                 | Jonny Lee Miller   | Nominiert    |
| 2011                               | Best Supporting Actress in a Drama Series                          | Jennifer Carpenter | Nominiert    |
| 2011                               | Best Drama Series                                                  |                    | Nominiert    |

## People’s Choice Award
Bei den People’s Choice Awards gewann Dexter ein Mal und wurde fünf weitere Male nominiert.
| Jahr | Kategorie                      | Nominierung | Resultat                      |
| ---- | ------------------------------ | ----------- | ----------------------------- |
| 2010 | Favorite TV Obsession          |             | Nominiert                     |
| 2011 | Favorite TV Obsession          | Gewonnen    |                               |
| 2012 | Favorite Cable TV Drama        | Nominiert   |                               |
| 2013 | Favorite Premium Cable TV Show | Nominiert   |                               |
| 2014 | Favorite Series We Miss Most   | Nominiert   |                               |
| 2014 | Favorite TV Anti-Hero          | Nominiert   | Michael C. Hall Dexter Morgan |

## Producers Guild of America Award
Bei den Producers Guild of America Awards wurde Dexter fünfmal nominiert.
| Jahr | Kategorie                                          | Nominierung                                                                    | Resultat  |
| ---- | -------------------------------------------------- | ------------------------------------------------------------------------------ | --------- |
| 2008 | Outstanding Producer of Episodic Television, Drama | Michael Cuesta Sara Colleton John Goldwyn Robert Lloyd Lewis Clyde Phillips    | Nominiert |
| 2009 | Outstanding Producer of Episodic Television, Drama | John Goldwyn Sara Colleton Clyde Phillips Robert Lloyd Lewis                   | Nominiert |
| 2010 | Outstanding Producer of Episodic Television, Drama | John Goldwyn Sara Colleton Clyde Phillips Melissa Rosenberg Robert Lloyd Lewis | Nominiert |
| 2011 | Outstanding Producer of Episodic Television, Drama | John Goldwyn Sara Colleton Clyde Phillips Robert Lloyd Lewis                   | Nominiert |
| 2012 | Outstanding Producer of Episodic Television, Drama | John Goldwyn Sara Colleton Chip Johannessen Robert Lloyd Lewis                 | Nominiert |

## Prism Award
Für den Prism Award wurde Dexter zweimal nominiert.
| Jahr | Kategorie                                                    | Nominierung        | Resultat  |
| ---- | ------------------------------------------------------------ | ------------------ | --------- |
| 2014 | Female Performance in a Drama Series Multi-Episode Storyline | Jennifer Carpenter | Nominiert |
| 2014 | Drama Series Multi-Episode Storyline - Substance Use         |                    | Nominiert |

## Satellite Award
Den Satellite Award gewann die Serie sieben Mal und erhielt neun weitere Nominierungen.
| Jahr                                                                                           | Kategorie                                                                                        | Nominierung     | Resultat  |
| ---------------------------------------------------------------------------------------------- | ------------------------------------------------------------------------------------------------ | --------------- | --------- |
| 2006                                                                                           | Best Television Series, Drama                                                                    |                 | Nominiert |
| 2006                                                                                           | Best Actor in a Series, Drama                                                                    | Michael C. Hall | Nominiert |
| 2006                                                                                           | Best Actress in a Supporting Role in a Series, Mini-Series or Motion Picture Made for Television | Julie Benz      | Gewonnen  |
| 2007                                                                                           | Best Actor in a Series, Drama                                                                    | Michael C. Hall | Gewonnen  |
| 2007                                                                                           | Best DVD Release of a TV Show                                                                    | Staffel 1       | Gewonnen  |
| 2007                                                                                           | Best Actor in a Supporting Role in a Series, Mini-Series or Motion Picture Made for Television   | David Zayas     | Gewonnen  |
| 2007                                                                                           | Best Television Series, Drama                                                                    |                 | Gewonnen  |
| 2008                                                                                           |                                                                                                  |                 | Gewonnen  |
| Best Actor in a Series, Drama                                                                  | Michael C. Hall                                                                                  | Nominiert       |           |
| Best Actor in a Supporting Role in a Series, Mini-Series or Motion Picture Made for Television | Jimmy Smits                                                                                      | Nominiert       |           |
| 2009                                                                                           | Best DVD Extras                                                                                  | Nominiert       | Staffel 3 |
| 2009                                                                                           | Best Television Series, Drama                                                                    | Nominiert       |           |
| 2009                                                                                           | Best Actor in a Supporting Role in a Series, Mini-Series or Motion Picture Made for Television   | John Lithgow    | Gewonnen  |
| 2010                                                                                           | Best Television Series, Drama                                                                    |                 | Nominiert |
| 2010                                                                                           | Best Actor in a Series, Drama                                                                    | Michael C. Hall | Nominiert |

## Scream Award
Den Scream Award  gewann Dexter ein Mal, erhielt jedoch zehn weitere Nominierungen.
| Jahr | Kategorie                               | Nominierung                 | Resultat  |
| ---- | --------------------------------------- | --------------------------- | --------- |
| 2008 | Best Horror Actress                     | Julie Benz                  | Nominiert |
| 2008 | Best Horror Actor                       | Michael C. Hall             | Nominiert |
| 2009 | Best Actor in a Horror Movie or TV Show | Michael C. Hall             | Nominiert |
| 2009 | Best Supporting Actress                 | Jennifer Carpenter          | Gewonnen  |
| 2010 | Best Supporting Actress                 | Jennifer Carpenter          | Nominiert |
| 2010 | Best Horror Actress                     | Julie Benz                  | Nominiert |
| 2010 | Best Villain                            | John Lithgow Trinity Killer | Nominiert |
| 2010 | Best TV Show                            |                             | Nominiert |
| 2010 | Best Television Performance             | Michael C. Hall             | Nominiert |
| 2010 | Best Horror Actor                       | Michael C. Hall             | Nominiert |
| 2011 |                                         | Michael C. Hall             | Nominiert |

## Television Critics Association Award
Den Television Critics Association Award gewann die Serie einmal und wurde zwei weitere Male nominiert.
| Jahr | Kategorie                           | Nominierung     | Resultat  |
| ---- | ----------------------------------- | --------------- | --------- |
| 2007 | Individual Achievement in Drama     | Michael C. Hall | Gewonnen  |
| 2007 | Outstanding New Program of the Year |                 | Nominiert |
| 2010 | Individual Achievement in Drama     | John Lithgow    | Nominiert |

## TV Guide Award
Dexter wurde gewann den TV Guide Award einmal und wurde ein weiteres Mal nominiert.
| Jahr | Kategorie      | Nominierung     | Resultat  |
| ---- | -------------- | --------------- | --------- |
| 2012 | Favorite Actor | Michael C. Hall | Gewonnen  |
| 2013 | Favorite Actor | Michael C. Hall | Nominiert |

## Writers Guild of America Award
Dexter erhielt sieben Nominierungen für den Writers Guild of America Award.
| Jahr | Kategorie       | Nominierung | Resultat  |
| ---- | --------------- | --- | --------- |
| 2008 | Dramatic Series | Scott Buck Daniel Cerone Drew Z. Greenberg Lauren Gussis Kevin Maynard Clyde Phillips Melissa Rosenberg Tim Schlattmann                                      | Nominiert |
| 2008 | Episodic Drama  | Tim Schlattmann Episode 2x05 | Nominiert |
| 2009 | Episodic Drama  | Scott Reynolds Episode 2x10 | Nominiert |
| 2009 | Dramatic Series | Scott Buck Daniel Cerone Charles H. Eglee Adam Fierro Lauren Gussis Clyde Phillips Melissa Rosenberg Scott Reynolds                                          | Nominiert |
| 2010 | Dramatic Series | Scott Buck Charles H. Eglee Lauren Gussis Clyde Phillips Scott Reynolds Tim Schlattmann Melissa Rosenberg Wendy West                                         | Nominiert |
| 2011 | Dramatic Series | Scott Buck Manny Coto Charles H. Eglee Lauren Gussis Chip Johannessen Jim Leonard Clyde Phillips Scott Reynolds Tim Schlattmann Melissa Rosenberg Wendy West | Nominiert |
| 2012 | Episodic Drama  | Jace Richdale Episode 6x06 | Nominiert |

## Young Artist Award
Die Serie gewann einen Young Artist Award und wurde sieben weitere Male für einen nominiert.
| Jahr                                                    | Kategorie                                                                 | Nominierung                                                          | Resultat  |
| ------------------------------------------------------- | ------------------------------------------------------------------------- | -------------------------------------------------------------------- | --------- |
| 2007                                                    | Best Performance in a TV Series (Comedy or Drama) - Recurring Young Actor | Daniel Goldman                                                       | Gewonnen  |
| 2008                                                    | Best Performance in a TV Series - Recurring Young Actress                 | Christina Robinson                                                   | Nominiert |
| 2009                                                    | Best Performance in a TV Series - Recurring Young Actress                 | Christina Robinson                                                   | Nominiert |
| Best Performance in a TV Series - Recurring Young Actor | Preston Bailey                                                            |                                                                      | Nominiert |
| 2010                                                    | Preston Bailey                                                            | Best Performance in a TV Series - Recurring Young Actor 13 and Under | Nominiert |
| 2010                                                    | Best Performance in a TV Series - Recurring Young Actress                 | Christina Robinson                                                   | Nominiert |
| 2011                                                    | Best Performance in a TV Series - Recurring Young Actress 11-16           | Christina Robinson                                                   | Nominiert |
| 2011                                                    | Best Performance in a TV Series - Recurring Young Actor Ten and Under     | Preston Bailey                                                       | Nominiert |